# Gad Elmaleh

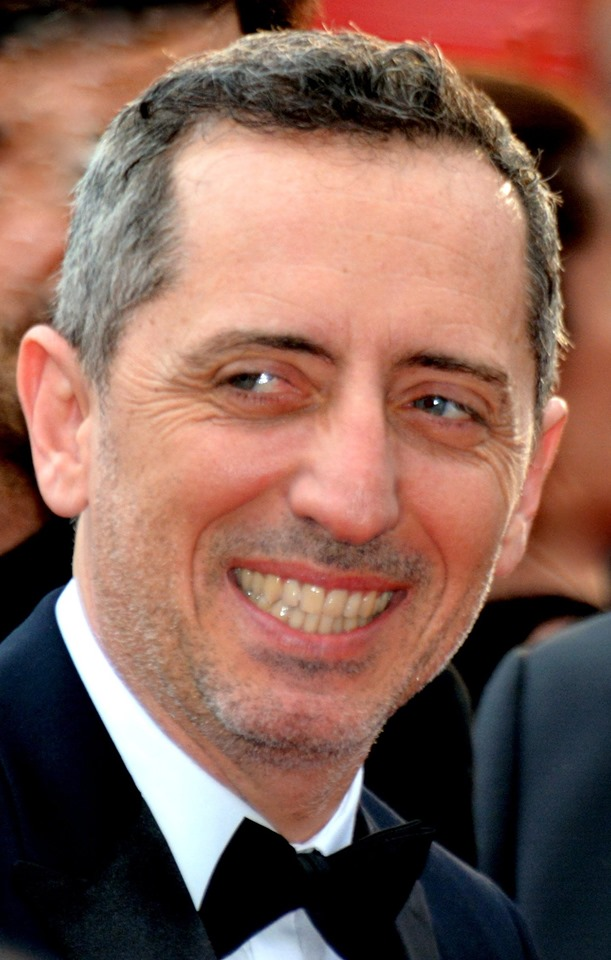
Gad Elmaleh in Cannes 2019

Gad Elmaleh (* 19. April 1971 in Casablanca, Marokko) ist ein Komiker und Filmschauspieler marokkanischer Herkunft, der hauptsächlich in Frankreich tätig ist. Er besitzt die marokkanische und die kanadische Staatsangehörigkeit.

## Leben
Geboren als Sohn marokkanischer Juden, verließ Gad Elmaleh im Alter von 17 Jahren sein Geburtsland und wanderte nach Kanada in die französischsprachige Provinz Québec aus. Er verbrachte vier Jahre in Montreal, wo er neben einem Studium der Politikwissenschaften erste Schauspielerfahrungen sammelte. Sein Vater, ein Amateur-Pantomime, hatte schon früh Elmalehs Leidenschaft für die Bühne geweckt. 1992 zog er nach Paris und absolvierte während zweieinhalb Jahren eine Schauspielausbildung in der „classe libre“ des Cours Florent. Sein Bruder Arié wurde ebenfalls Schauspieler, und seine Schwester Judith arbeitete als Autorin und Regisseurin mehrmals mit ihm zusammen.
Mit der französischen Schauspielerin Anne Brochet hat Elmaleh einen Sohn (* 2001). Das Paar trennte sich 2002. Von 2002 bis 2006 war Elmaleh mit der Balletttänzerin Aurélie Dupont liiert, später mit der Schauspielerin Nora Arnezeder und der Journalistin Marie Drucker. Im März 2013 wurde seine Beziehung mit Charlotte Casiraghi bekannt, einer Tochter von Caroline von Monaco. Sie haben einen gemeinsamen Sohn, Raphaël (* 2013), der katholisch getauft ist, jedoch in der Thronfolge des Fürstentums nicht berücksichtigt wird. (2002 hatte sein Urgroßvater, Fürst Rainier III., die Verfassung des Fürstenstums dergestalt geändert, dass nur ehelich geborene Kinder die Erbfolge antreten können.) Elmaleh und Casiraghi sind seit Oktober 2015 getrennt.
2006 erhielt Gad Elmaleh den französischen Orden der Künste und der Literatur. Ein Jahr später verlieh ihm die Al Akhawayn-Universität in Ifrane (Marokko) einen Ehrenmaster. 2011 wurde er vom französischen Kulturminister, Frédéric Mitterrand, zum Officier des Arts et des Lettres ernannt.
Im Jahr 2022 konvertierte Elmaleh vom Judentum zum Katholizismus.

## Karriere

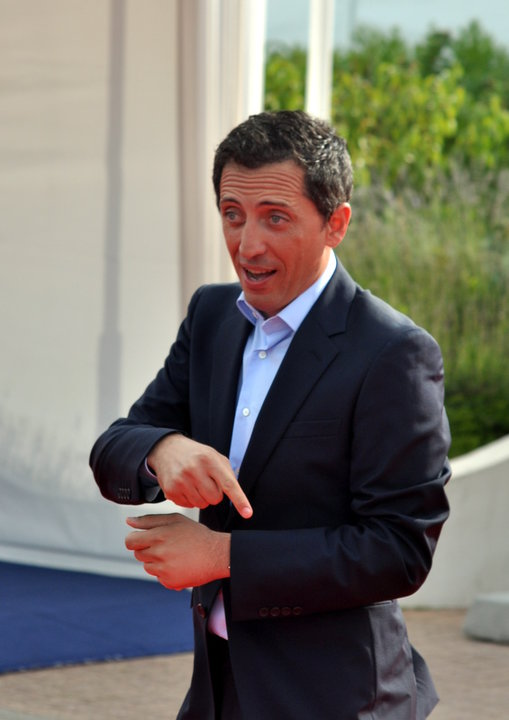
Elmaleh beim Festival des amerikanischen Films in Deauville (2010)

An der Schauspielschule Cours Florent n Paris studierte Gad Elmaleh zusammen mit Isabelle Nanty, mit der er 1995 seine erste One-Man-Show, Décalages, realisierte. Die Show, die im Palais de Glace aufgezeichnet wurde, ist autobiographisch angelegt. Er beschreibt darin seine Auswanderung nach Montreal und sein Leben in Paris. Im selben Jahr spielte Elmaleh unter der Regie von Merzak Allouache seine erste Filmrolle in der Komödie Kuss-Kuss in Paris. In Filmen wie Männer sind auch nur Frauen und Zug des Lebens war Gad Elmaleh später auch in ernsteren Rollen zu sehen.
Sein Bekanntheitsgrad stieg infolge seiner zweiten One-Man-Show La Vie normale (dt.: „Das normale Leben“) aus dem Jahr 2001. In dieser Produktion spielte Elmaleh einen nach Frankreich eingereisten nordafrikanischen Mann, der sich in Paris als Frau namens Chouchou ausgibt. Die Geschichte diente als Vorlage für die Filmkomödie Chouchou von Merzak Allouache, in der Elmaleh die Hauptrolle übernahm, und brachte ihm eine Nominierung für einen César für den besten Hauptdarsteller ein.
Im Gegensatz zu seinen beiden ersten Bühnenprogrammen enthielt L’Autre c’est moi (dt.: „Der andere bin ich“) im Jahr 2005 mehr Improvisationen und Interaktion mit dem Publikum und trug Züge einer Stand-up-Comedy. Die Show, mit der Elmaleh auch auf Tournee ging, zog im In- und Ausland über 300.000 Besucher an und verkaufte sich auf DVD rund 1,5 Millionen Mal. Im selben Jahr spielte Gad Elmaleh neben Gérard Depardieu die Hauptrolle in der Filmkomödie Olé! von Florence Quentin. 2007 startete er eine Tournee mit seinem neuen Programm, Papa est en haut (dt.: „Papa ist oben“). Der Titel bezieht sich indirekt auf einen Vers des französischen Schlafliedes Fais dodo, Colas, mon p’tit frère. Die Themenschwerpunkte dieser Show waren die Erziehung sowie die Beziehung zwischen Vater und Sohn. Über 750.000 Besucher konnte die Show verbuchen.
Im Mai 2013 ging Elmaleh mit einem neuen Programm, Sans Tambour, auf Tournee. Sein zwanzigjähriges Bühnenjubiläum feierte er am 16. Mai 2015 im Palais des sports de Paris mit der Unterstützung weiterer französischer Unterhaltungskünstler, darunter Johnny Hallyday, Kev Adams und Claudia Tagbo.

## One-Man-Shows
- 1995: Décalages au palais des glaces
- 2001: La Vie normale
- 2005: L’Autre c’est moi
- 2007: Papa est en haut
- 2014: Sans tambour
- 2017: Gad gone wild
- 2022: Reste un peu
- 2023: D'ailleurs

## Filmografie (Auswahl)

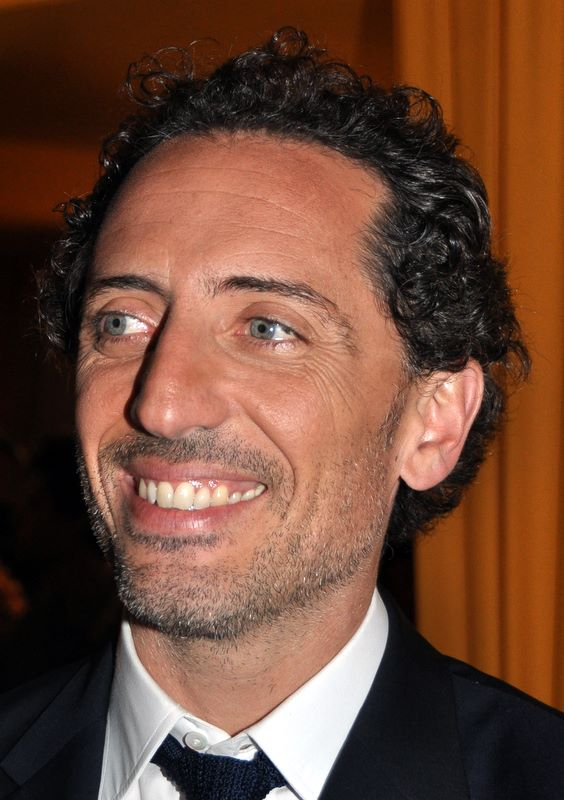
Gad Elmaleh (2011)

- 1995: Kuss-Kuss in Paris (Salut cousin!)
- 1996: Les Sœurs Hamlet
- 1997: Vive la République!
- 1997: XXL
- 1998: Männer sind auch nur Frauen (L’Homme est une femme comme les autres)
- 1998: Zug des Lebens (Train de vie)
- 1999: On fait comme on a dit
- 2000: Zurück in die Vergangenheit (Deuxième vie)
- 2001: Les Gens en maillot de bain ne sont pas (forcément) superficiels
- 2001: La Vérité si je mens! 2
- 2002: A+ Pollux
- 2003: La Beuze
- 2003: Chouchou
- 2003: Les clefs de bagnole
- 2004: Les 11 commandements
- 2005: Bab el web
- 2005: Olé!
- 2006: In flagranti – Wohin mit der Geliebten? (La Doublure)
- 2006: Liebe um jeden Preis (Hors de prix)
- 2007: Comme ton père
- 2009: Coco
- 2010: Die Kinder von Paris (La rafle)
- 2010: Ich – Einfach unverbesserlich (Despicable Me, Stimme)
- 2011: Midnight in Paris
- 2011: Die Abenteuer von Tim und Struppi (The Adventures of Tintin, Stimme)
- 2011: Jack und Jill (Jack and Jill)
- 2012: Und nebenbei das große Glück (Un bonheur n’arrive jamais seul)
- 2012: Le Capital
- 2012: Die Vollpfosten – Never Change a Losing Team (Les Seigneurs)
- 2013: Der Schaum der Tage (L’Écume des jours)
- 2013: Ich – Einfach unverbesserlich 2 (Despicable Me 2, Stimme)
- 2016: Pattaya
- 2017: Ich – Einfach unverbesserlich 3 (Despicable Me 3, Stimme)
- 2019: Huge in France (TV-Serie, acht Folgen)
- 2022: Bleib bei uns (Reste un peu)

## Auszeichnungen
- 2004: Nominierung für den César in der Kategorie Bester Hauptdarsteller für Chouchou
- 2006: Chevalier de l’Ordre des Arts et des Lettres (Ritterkreuz des Ordens der Künste und der Literatur)
- 2011: Officier des Arts et des Lettres (Offizierskreuz des Ordens der Künste und der Literatur)
- 2019: Globe de Cristal d’Honneur[6]